# 虞公
虞公，姬姓，春秋时期虞国的末代国君。
前658年（周惠王十九年、魯僖公二年、晋献公十九年），晋国的荀息请求用屈地出产的马和垂棘出产的璧玉，向虞国借路来进攻虢国。他对晋献公说虞国的宫之奇懦弱而不能坚决进谏，从小就和虞公在宫里一起长大，虞公对他亲昵，虽然进谏，虞公不会听从的。晋献公就派荀息到虞国去借路，说：“冀国无道，从颠軨入侵，围攻虞国鄍邑的三面城门。我们晋国伐冀而使冀国受到损失，也是为了虞国。现在虢国无道，在客舍里筑起堡垒，来攻打我们晋国的南部边境。请求贵国借路，以便我国到虢国去问罪。”虞公接受了礼物，答应了请求，而且表示自己先去进攻虢国。宫之奇劝阻，虞公不听，就带兵进攻虢国。晋国的里克、荀息领兵会合虞军，进攻虢国，攻克下阳。《春秋经》因为虞国接受了贿赂，把进攻虢国的军队中，虞国写在前面。前655年（周惠王二十二年、鲁僖公五年、晋献公二十二年），晋献公再次向虞国借路进攻虢国。宫之奇以唇亡齿寒比喻，虞国和虢国的关系。虞公问：“晋国是我的宗族，难道会害我吗？”宫之奇回答：“太伯、虞仲，是周太王的儿子。太伯出走，没有继位。虢仲、虢叔，是王季的儿子，做过周文王的卿士，功勋在于王室，受勋的记录还藏在盟府。晋国准备灭掉虢国，对虞国又有什么可爱惜的？况且虞国能比晋国的曲沃桓叔、曲沃庄伯更加亲近吗？如果晋国爱惜桓叔、庄伯的后裔，桓、庄之族有什么罪过，但是却被晋侯杀戮，不就是因为桓、庄之族的势力使晋侯感到受到威胁吗？亲近的人由于受宠就威胁公室，尚且被无辜杀害，何况对一个国家呢？”虞公说：“我祭祀的祭品丰盛、清洁，神明必定保佑我。”宫之奇回答：“臣听说，鬼神并不是亲近哪一个人，而只是依从有德行的人，所以《周书》说：‘皇天无亲，惟德是辅。’又说：‘黍稷非馨，明德惟馨。’又说：‘民不易物，惟德繄物。’这样看来，不符合德，民众就不和，神明也就不来享用祭物了。神明所凭依的，就在于德行。如果晋国占取了虞国，发扬美德作为芳香的祭品奉献于神明，神明难道会吐出来吗？”虞公不听，却答应了晋国使者的要求。宫之奇带领了他的族人出走，说：“虞国过不了今年的腊祭了。就是这一次了，晋国不会再次出兵了。”十二月初一日，晋国灭掉了虢国。虢公丑逃亡到京师。晋军回军，乘机袭击虞国，灭亡了虞国。晋国俘获虞公和虞国大夫井伯，把井伯作为秦穆姬的陪嫁随员，但不废弃虞国境内的山川祭祀，把虞国的赋税归于周王。《春秋》记载“晋人执虞公”，是归罪于虞国，而且说事情进行得太顺利。《汉书·古今人表》将他定位八等下中。